# Адро
А̀дро (на италиански: Adro, на източноломбардски: Ader, Адер) е градче и община в Северна Италия, провинция Бреша, регион Ломбардия. Разположено е на 271 m надморска височина. Населението на общината е 7082 души (към 2013 г.).